# ジョヴァンニ・バティスタ・ビスカラ
ジョヴァンニ・バティスタ・ビスカラ（Giovanni Battista Biscarra、Jean-Baptiste Biscarra　とも、1790年2月22日 - 1851年4月13日）は、イタリアの画家、彫刻家、版画家である。 歴史画や宗教画、王室の人物の肖像画を描いた。

## 略歴
当時はサルデーニャ王国の領地であったニッツァ(Nizza;現在のニース）で生まれた。父親はサルデーニャ王国陸軍などの財務官を務めた人物である。いとこに詩人のアガト＝ソフィー・サセルノ（Agathe-Sophie Sasserno）がいる。
サルデーニャ王国がフランス軍に侵攻された時、家族でフィレンツェに避難した。フィレンツェでの生活は長く続き、フィレンツェの美術学校でピエトロ・ベンヴェヌーティ(1769-1844)に学んだ。1815年にサルデーニャ国王 ヴィットーリオ・エマヌエーレ1世から俸給を得てローマに移り、アカデミア・ディ・サン・ルカでヴィンチェンツォ・カムッチーニに学び、彫刻家のアントニオ・カノーヴァやベルテル・トルバルセン、ピエトロ・テネラニといった新古典主義の芸術家たちと友人になり、カリニャーノ宮殿に描いた壁画などで画家として名声を得た。
ローマで6年間、活動した後、1821年に即位した新国王 カルロ・フェリーチェ・ディ・サヴォイアに招かれてトリノに移り、宮廷画家に任じられ、美術学校の校長も務めた。1824年に設立された王立の美術学校でも、美術教師を続け、1831年に即位した国王 カルロ・アルベルト・ディ・サヴォイアによって1833年に美術学校が改組され、アカデミア・アルベルティーナ(Accademia Albertina)と改名された後も教師を続けた。1842年にトリノの美術振興協会の設立にも貢献した。
1851年にトリノで没した。息子のカルロ・フェリーチェ・ビスカラ（Carlo Felice Biscarra: 1823–1894)は画家になり、孫のチェーザレ・ビスカラ（Cesare Biscarra: 1866–1943）は彫刻家になった。
ジョヴァンニ・バティスタ・ビスカラは新古典主義のスタイルで歴史画を描き、トリノの王宮や教会の装飾画も描いた。

## 作品

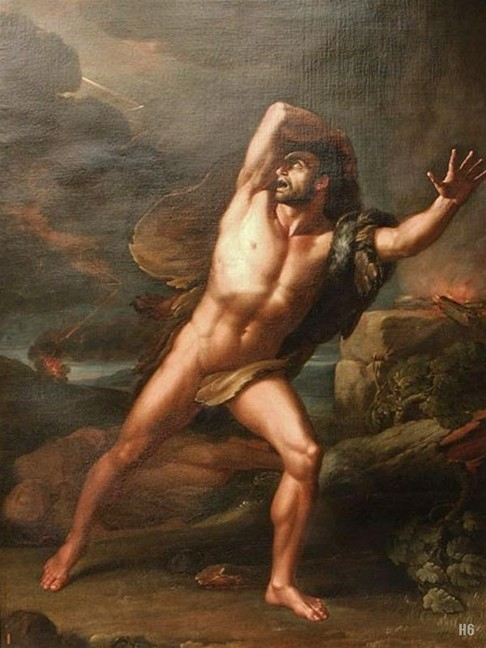
カインの改悛 (1818/1819) カリニャーノ宮殿
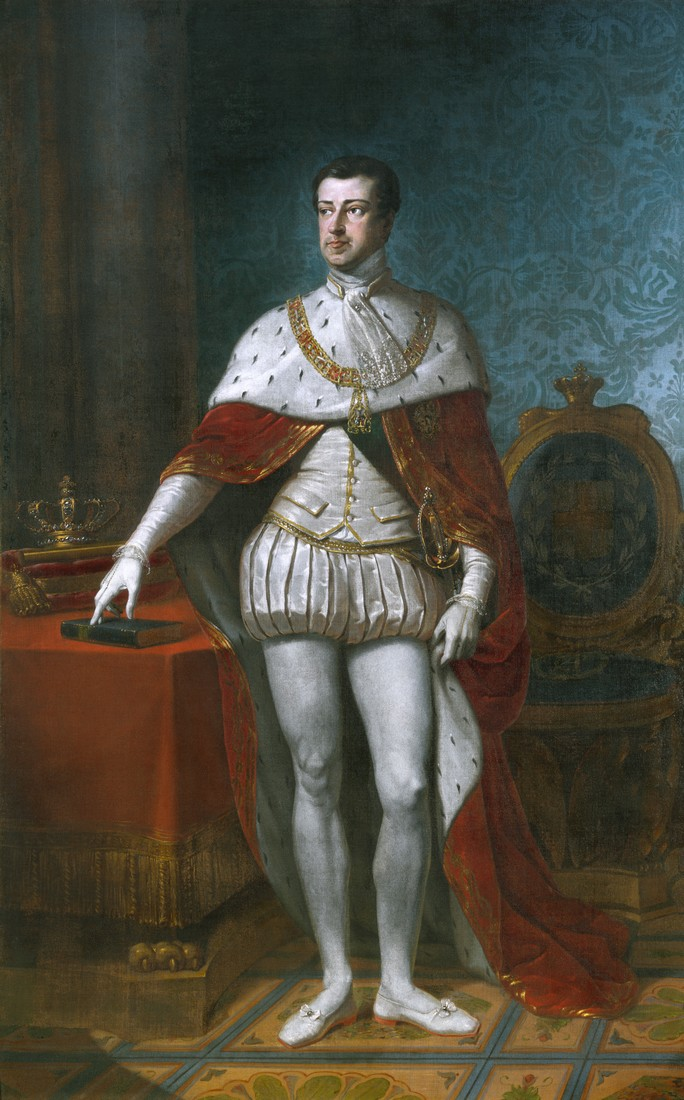
カルロ・アルベルト・ディ・サヴォイア の肖像画
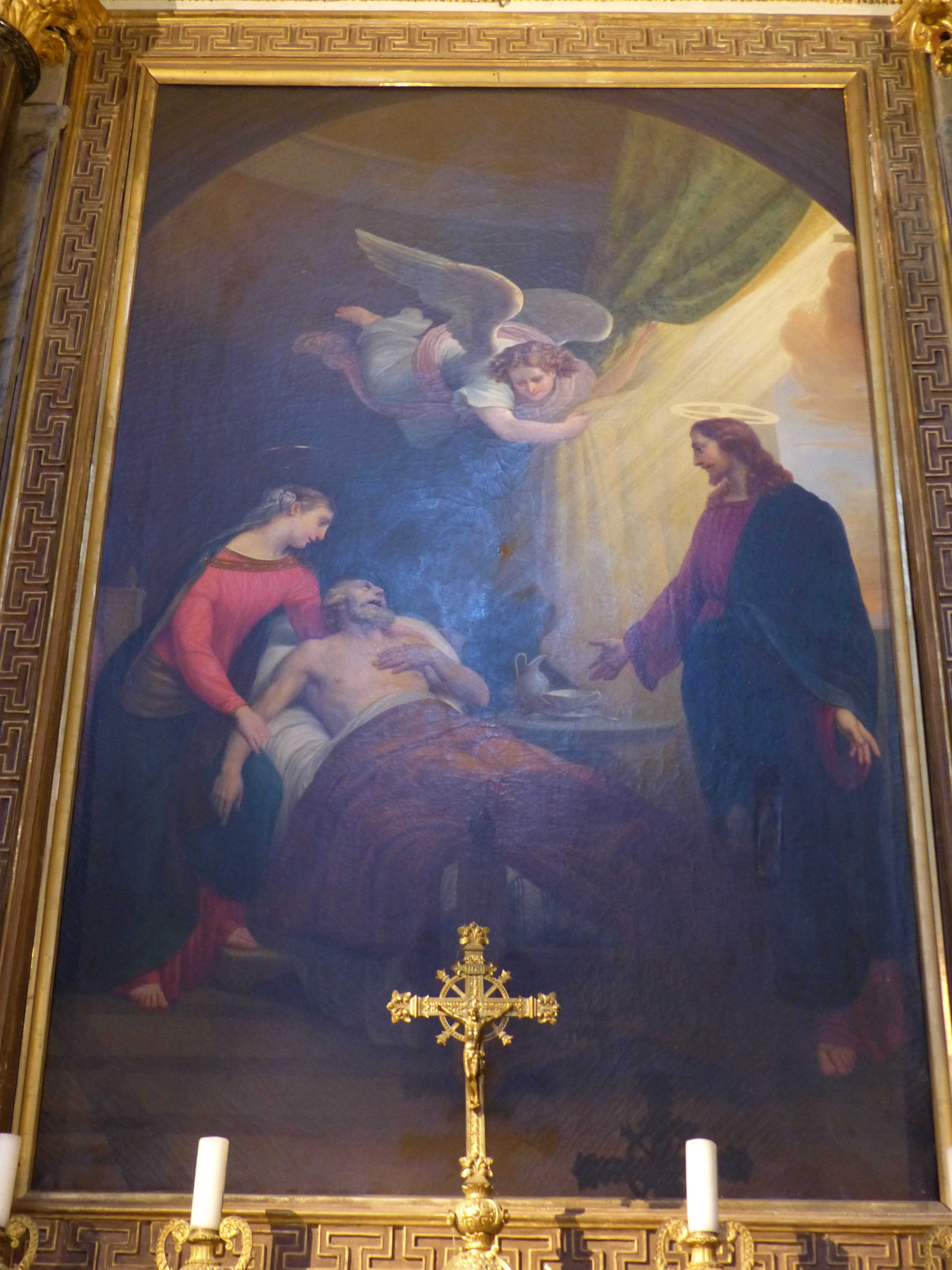
ニースの教会の祭壇画(1842)
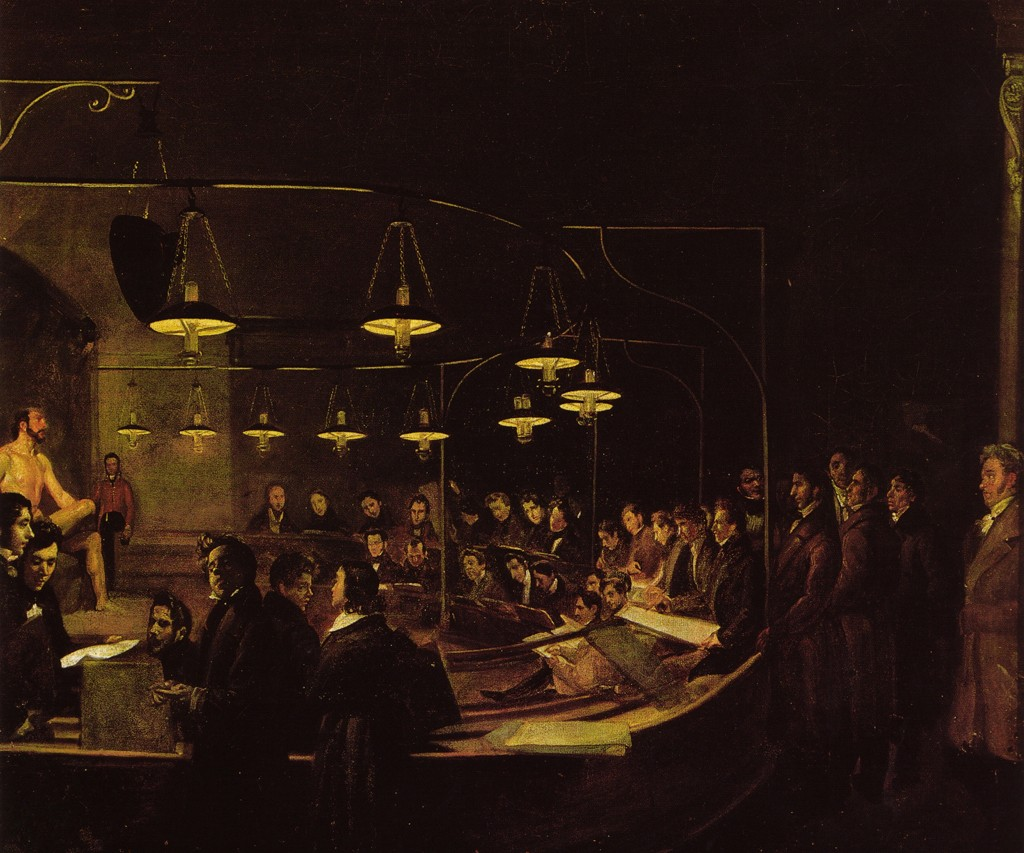
美術学校の人物画教室